# Ditrău, Harghita
Ditrău (în maghiară Ditró, în germană Dittersdorf, dialectul săsesc: Dittrichderf) este satul de reședință al comunei cu același nume din județul Harghita, Transilvania, România. Se află în partea de nord-est a județului, în Depresiunea Giurgeu, pe Râul Ditrău.

## Lăcașuri de cult
- Biserica Sf. Ecaterina (sec. al XVI-lea), fostă biserică-cetate, reconstruită în stil baroc
- Biserica neogotică (începutul sec. al XX-lea)